# Henry FitzAlan, 19:e earl av Arundel
Henry Fitzalan, 19:e (eller 12:e) earl av Arundel, född den 23 april 1512, död den 24 februari 1580, var en engelsk adelsman. 
FitzAlan stod i hög gunst hos sin gudfader, Henrik VIII, ledde 1544 stormningen av Boulogne och belönades därför med utnämning till lordkammarherre. Han tillhörde det regentskapsråd av 12 stormän, åt vilket Henrik VIII i sitt testamente
anförtrott styrelsen under Edvard VI:s minderårighet, understödde först Northumberland mot protektorn Somerset, men motverkade sedan Northumberlands ärelystna planer och ingrep vid Edvard VI:s död 1553 avgörande genom att i tid sända prinsessan Maria en varning och sedan ställa sig i spetsen för resningen mot Jane Grey. 
Av drottning Maria belönades han med höga värdigheter och bibehöll under Elisabet, om än misstrodd, i början sin inflytelserika ställning. Han trädde emellertid i spetsen för det gammalkatolska adelspartiet, intrigerade med Spanien och sökte åvägabringa en giftermålsförbindelse mellan sin måg, hertigen av Norfolk, och Maria Stuart för att sedan genom en katolsk resning söka skaffa dem Englands krona. 
För delaktighet i Ridolfis sammansvärjning 1571 satt han ett år i fängelse och tillbragte sedan sin återstående levnad i stillhet. En av hans biktfader författad biografi, The life of Henrye Fitzallen, last earle of Arundell of that name, är tryckt i Gentleman’s magazine, 1833. Titeln earl av Arundel övergick efter hans död till släkten Howard.